# Hylarana
Hylarana là một chi động vật lưỡng cư trong họ Ranidae, thuộc bộ Anura. Chi này có 79 loài và 13% bị đe dọa hoặc tuyệt chủng.

## Hình ảnh

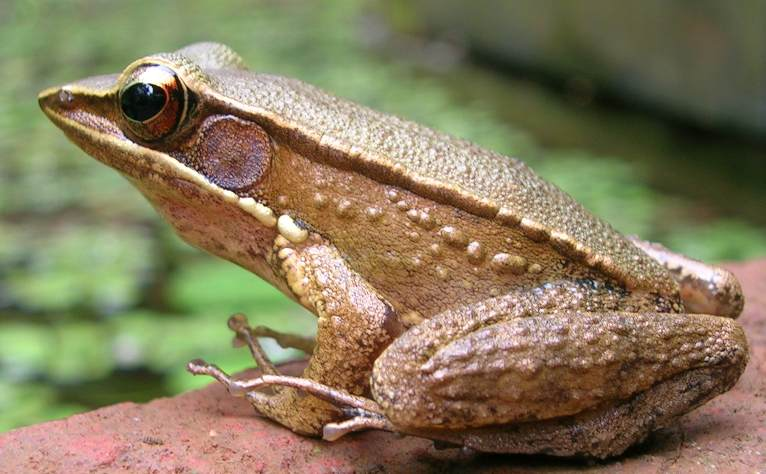
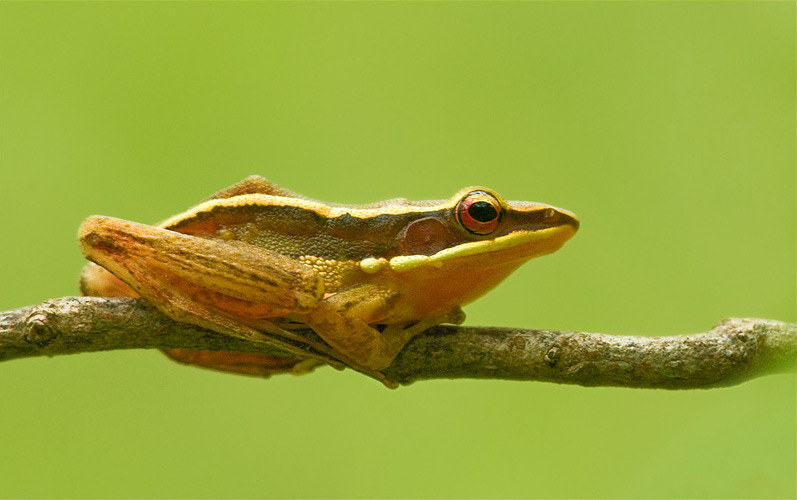
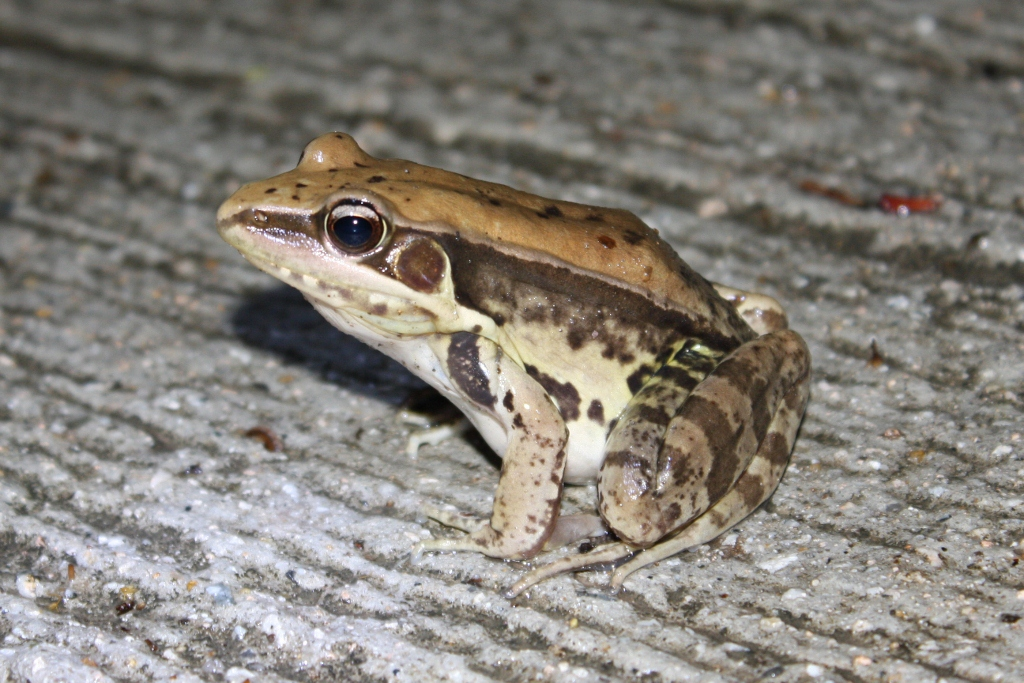
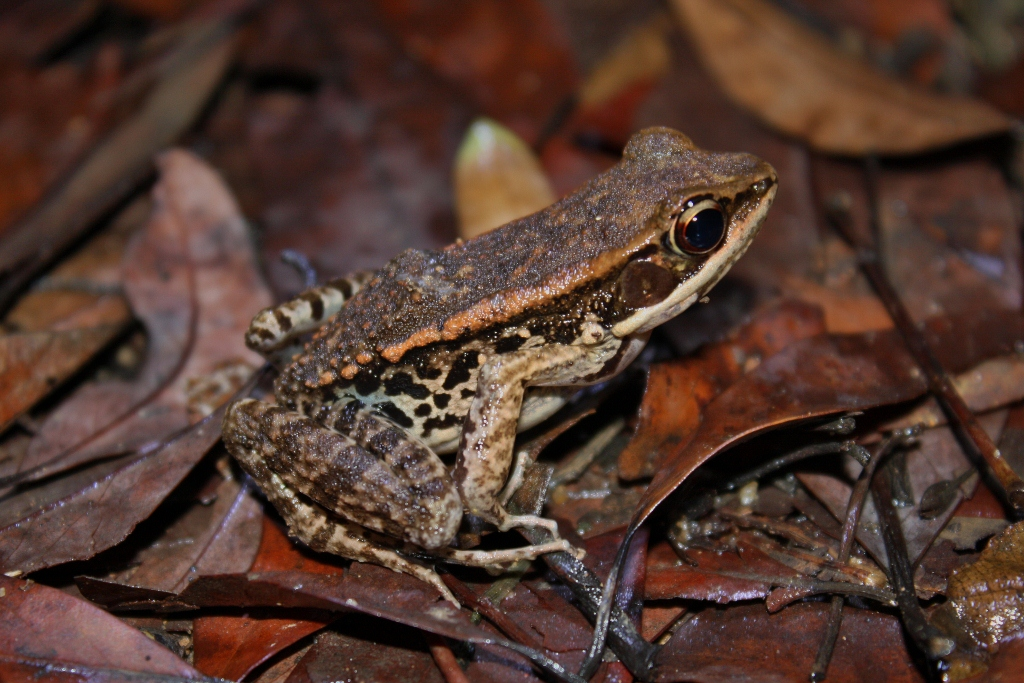